# Principe van Fermat

Het principe van Fermat zegt dat het licht van P naar Q gaat langs de weg die de tijd minimaal maakt.

Het principe van Fermat is een wet in de optica die zegt:
De weg die een lichtstraal tussen twee punten aflegt, is die welke in de kortste tijd afgelegd wordt.
Hij werd voor het eerst door Pierre de Fermat opgesteld en kan gebruikt worden om de wet van Snellius aan te tonen.
Het principe van Fermat is een voorbeeld van een minimumprincipe, zoals het principe van de kleinste werking in de mechanica.

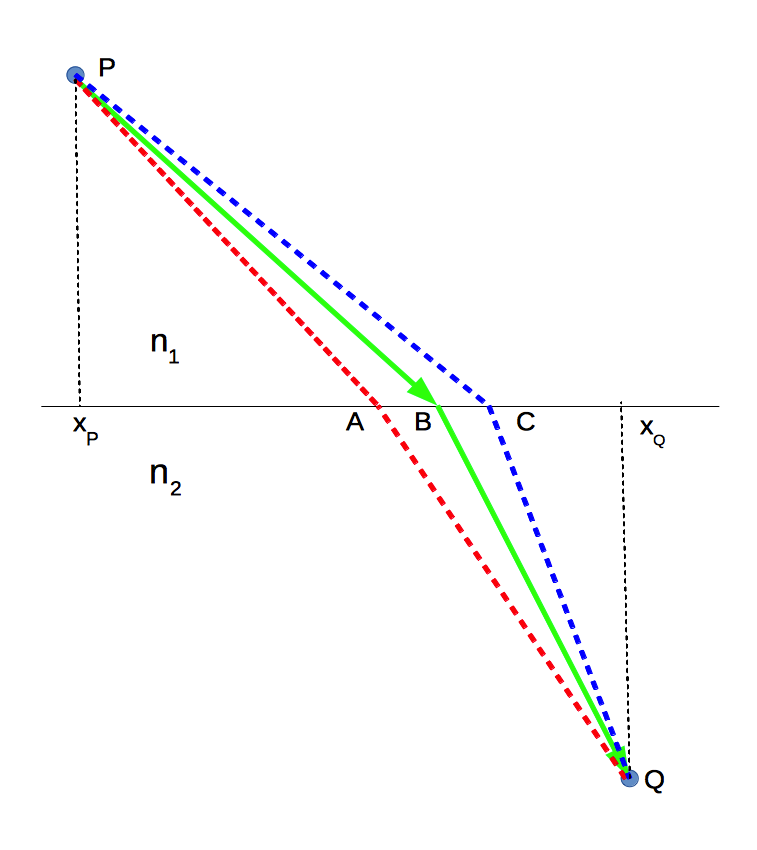
Principe van Fermat

De wet was aanvankelijk controversieel, omdat hij kennis en intentie leek toe te schrijven aan de natuur. Pas in de 19e eeuw begreep men dat het vermogen van de natuur om alternatieve paden te testen eigenlijk een fundamentele eigenschap van golven is. Als de punten A en B zijn gegeven, bestrijkt een golffront dat zich vanuit A uitbreidt alle mogelijke straalpaden die vanuit A uitstralen, of ze nu door B gaan of niet. Als het golffront punt B bereikt, bestrijkt het niet alleen de straalpad(en) van A naar B, maar ook een oneindig aantal nabijgelegen paden met dezelfde eindpunten. Het principe van Fermat beschrijft elke straal die toevallig punt B bereikt; er is geen implicatie dat de straal het snelste pad "wist" of "bedoeld was" om dat pad te nemen.
airy-schijf · amplitude · brekingsindex · brewsterhoek · dopplereffect · fase · foto-elektrisch effect · frequentie · fresnelvergelijkingen · fresnel-zoneplaat · getal van Abbe · golffront · golflengte · holografie · intensiteit · interferometer ·  laser · lasersnijden · lichtenergie · lichtgrootheden en -eenheden · lichtmeter · lichtsnelheid · lichtsterkte · lichtstroom · Mach-Zehnder-interferometer · Michelson-interferometer · ooggevoeligheid · optische vezel · polarimeter · polarisatie · poynting-vector · principe van Huygens-Fresnel · principe van Fermat · prisma · schlierenoptica · specifieke lichtstroom · stralingsdeler · tralie · transversale golf · verlichtingssterkte · wet van Bragg
infrarood · kleur · licht · monochromatisch licht · spectrum · ultraviolet · wit licht
absorptie · coherentie · diffractie · dispersie · interferentie · lichtbreking · reflectie · totale interne reflectie · transmissie
emissie · gestimuleerde emissie · fluorescentie · fosforescentie · luminantie · luminescentie
fluorescentiespectroscopie · spectraalanalyse · spectraallijn · Spectroscopie · UV/VIS-spectroscopie
halo · newtonring
David Brewster · Christian Doppler · Charles Fabry · Pierre de Fermat · Joseph von Fraunhofer · Dennis Gabor · Augustin Fresnel · Heinrich Hertz · Christiaan Huygens · Hendrik Lorentz · Albert Michelson · James Clerk Maxwell · Edward Morley · Isaac Newton · Alfred Pérot · Thomas Young